# نوري أوزنادجي
 نوري اوزنادجي (1984 الجزائر) هو لاعب كرة قدم جزائري.

## روابط خارجية
- نوري اوزنادجي على موقع قاعدة بيانات كرة القدم.إي يو (الإنجليزية)
- نوري اوزنادجي على موقع Soccerway.com (الإنجليزية)